# 65536 (getal)
Vijfenzestigduizend vijfhonderdzesendertig (65 536) is het natuurlijke getal volgend op 65 535 en voorafgaand aan 65 537. Het getal staat in de informatica bekend als het aantal verschillende waarden dat in 2 octets kan worden opgeslagen.
Het getal heeft in de wiskunde de volgende eigenschappen, 65 536 is:
- De zestiende macht van twee oftewel {\displaystyle 2^{16}}. Zie machtsverheffen.
- Twee tot de macht twee tot de macht twee tot de macht twee oftewel {\displaystyle 2^{2^{2^{2}}}}
- Of {\displaystyle 2\uparrow \uparrow 4} (met Knuths pijlomhoognotatie)
- 65536 is het kleinste getal met 16 delers.
- 65536 is een onaanraakbaar getal.